# Наріманово (Пономарьовський район)
Наріма́ново (рос. Нариманово) — селище у складі Пономарьовського району Оренбурзької області, Росія.

## Населення
Населення — 3 особи (2010; 4 у 2002).
Національний склад (станом на 2002 рік):
- татари — 100 %